# David LaChapelle
David LaChapelle (Fairfield, 11 marzo 1963) è un fotografo e regista statunitense.
È attivo nei campi della moda, della pubblicità e della fotografia d'arte. Noto per il suo stile di stampo surreale e spesso caricaturale, ha prodotto anche foto di nudo maschile e femminile.

## Biografia
Figlio di Philip ed Helga, LaChapelle ha frequentato la "North Carolina School of the Arts" e successivamente la "School of the Arts" di New York. Dopo un rapido passaggio nei marines, un matrimonio a Londra, David ritorna a New York lavorando come fotografo. Fu Andy Warhol ad offrire a LaChapelle il suo primo incarico professionale fotografico per la rivista Interview magazine, fondato e curato da Warhol per cui La Chapelle curò una copertina. Inoltre ha lavorato per copertine e servizi fotografici di riviste, fra cui Vanity Fair, GQ, The New York Times Magazine, Vogue, The Face, Arena Homme +, Details e Rolling Stone. LaChapelle nella sua lunga carriera artistica ha esplorato ogni tipo di genere fotografico, non limitandosi alle foto su commissione per i grandi nomi della musica e per le riviste, ma creando scatti originali che si configurano come veri e propri quadri.
La vera svolta artistica nella sua carriera arriva nel 2006, quando il fotografo visita la Cappella Sistina, e decide di lasciare il mondo della pubblicità per dedicarsi interamente all'arte.. Segue la famosa serie degli scatti biblici, "The Deluge" in cui l'artista rielabora miti della cristianità, icone religiose e scene biblice in chiave moderna, e che diventano una vera e propria reinterpretazione della società consumistica. A questa serie di scatti hanno partecipato celebrità come Michael Jackson (Michael Jackson non ha mai posato per LaChapelle, solo dei sosia) e Naomi Campbell. A causa di questi scatti David LaChapelle è stato al centro di molte polemiche, che lo accusavano di nudismo eccessivo, profanità e mancanza di rispetto..
David LaChapelle è attivo anche come regista di videoclip musicali, nel 2005 ha diretto il documentario Rize, premiato al Sundance Film Festival. Il lavoro, girato nei sobborghi periferici di Los Angeles illustra le nuove forme di ballo (tra cui il Krumping) esplose nei ghetti neri della città. Le celebrità che hanno posato per lui sono moltissime, fra le quali spiccano (citate dallo stesso David come sue muse ispiratrici): Courtney Love, Pamela Anderson e la donna transgender Amanda Lepore. Inoltre artisti come Angelina Jolie, Madonna, Benicio del Toro, Lana Del Rey, Tupac Shakur, Marilyn Manson, Elizabeth Taylor, Carmen Electra, Valeria Marini, Björk, River Phoenix, Tori Amos, Drew Barrymore, Michael Jackson (Michael Jackson non ha mai posato per LaChapelle, solo dei sosia), Aaliyah, Leonardo DiCaprio, Uma Thurman, Shirley Manson, David Duchovny, Rose McGowan, Lindsay Lohan, Sarah Jessica Parker, Eminem, Lady Gaga, Tedua, Nicki Minaj, Kanye West, Rihanna, Travis Scott politici come Hillary Clinton e atleti come Lance Armstrong e David Beckham e Whitney Houston. 
Ha anche realizzato il promo della Prima Stagione di Desperate Housewives e di Lost per Channel 4, rete televisiva inglese, e della Quarta Stagione sempre di Desperate Housewives per l'ABC, il canale americano che trasmette il telefilm e altre campagne pubblicitarie per Iceberg, Tommy Hilfiger, Schweppes, Nokia, Lavazza, Armani Jeans, Motorola, L'Oréal, Coca-Cola, Diesel, Smirnoff, H&M e Burger King. Nel 2019 firma il manifesto del Festival dei Due Mondi di Spoleto, 62ª edizione.
Dal 2006 David LaChapelle vive in una fattoria biologica alle Hawaii, da lui fondata, dove non c'è traccia del mondo moderno e tutto è alimentato tramite energia solare e idrica. Ha più volte dichiarato che questa sua scelta è stata spronata dal bisogno di isolarsi a seguito del lavoro frenetico con cui si stava cimentando nel campo della pubblicità, e di sentire il bisogno di dedicarsi interamente all'arte.
Nel 2023 collabora con il rapper italiano Tedua, creando alcune scenografie per la copertina del suo nuovo album La Divina Commedia. 

### Stile fotografico
Lo stile del fotografo, estremamente riconoscibile è già evidente nel suo primo libro fotografico, LaChapelle Land. La sua cifra stilistica sono scatti surreali, caratterizzati da colori accesi, quasi fluo, atmosfere oniriche, a volte bizzarre. Il suo lavoro è stato spesso descritto come barocco, perfino eccessivo, in cui è chiara una visione della modernità caratterizzata da una spiccata ironia. La sua è una fotografia fortemente costruita.. 
La Chapelle adora raccontare la modernità a modo suo, molto pop e senza intellettualismi, la sua seconda pubblicazione Hotel LaChapelle contiene svariati scatti di celebrità. Sia Artists and Prostitutes (in tiratura limitata, venduto a 1500 dollari il pezzo, con l'autografo dell'artista) che Heaven to Hell sono stati molto apprezzati dal pubblico. Tra le sue maggiori influenze cita spesso i pittori Andrea Pozzo e Caravaggio e gli artisti Salvador Dalí, Jeff Koons, Sandro Botticelli, Michelangelo e Cindy Sherman.
Uno dei fil rouge ricorrenti nell'arte di Le Chapelle è la critica al sogno americano, fatta con leggerezza e una spiazzante ironia; famoso è lo scatto che ritrae una ragazza di cui si vedono solo le gambe perché è ricoperta da un gigantesco gonfiabile a forma di hamburger.. Negli ultimi anni LaChapelle è molto attento alla tematica ambientale, tanto da dedicarci la sua attività artistica più recente, come la mostra Atti Divini, che pone l'accento su come le costruzioni dell'uomo feriscano il paesaggio circostante.

## Opere

### Libri (Monografie)
| Anno | Titolo                                 | Editore                                                           | Note |
| ---- | -------------------------------------- | ----------------------------------------------------------------- | --- |
| 1996 | LaChapelle Land                        | Simon & Schuster (U.S.A.)                                         | Monografia |
| 1999 | Hotel LaChapelle                       | Callaway Editions / Editions Du Collectionneur (U.S.A. / Francia) | Monografia |
| 1999 | Exibition 1999                         | Palazzo Delle Esposizioni (Italia)                                | Catalogo della Mostra al "Palazzo delle Esposizioni" Roma, 19 marzo / 24 maggio 1999                                                                |
| 1999 | Calendario Valeria Marini              | Chi (Italia)                                                      | Calendario 2000 di Valeria Marini |
| 2000 | David LaChapelle                       | TeNeues Publishing, Stern Portfolio (Germania)                    | Monografia Nr. 16 della serie "Stern Portfolio" |
| 2000 | Uncovered!                             | Arena Magazine (Gran Bretagna)                                    | Inserto Speciale della rivista Inglese "Arena" |
| 2001 | David LaChapelle                       | Photology (Italia)                                                | Pubblicato in occasione della Mostra "Photology a Villa Impero" Bologna, 4 marzo / 28 luglio 2001                                                   |
| 2001 | Calendario Lavazza                     | Lavazza (Italia)                                                  | Calendario 2002 |
| 2002 | David LaChapelle                       | Barbican (Gran Bretagna / Austria)                                | Pubblicato in occasione delle Mostre alla "KunstHaus" Vienna, 6 giugno / 22 settembre ed al "Barbican Centre" Londra, 10 ottobre / 23 dicembre 2002 |
| 2002 | If You Want Reality, Take the Bus!     | Artmosphere (Austria)                                             | Pubblicato in occasione delle Mostre alle gallerie "Artmosphere Rudolf Budja" Vienna, Graz e Salisburgo, 8 ottobre / 5 novembre 2002                |
| 2003 | David LaChapelle                       | Gruppo Editoriale L'Espresso (Italia)                             | Monografia della serie: Eros e Fotografia |
| 2003 | The Best Of Gisele By David LaChapelle | GQ Magazine (Gran Bretagna)                                       | Inserto Speciale della rista Inglese "GQ" tutte foto con Gisele Bündchen                                                                            |
| 2006 | Heaven To Hell                         | Taschen (Germania)                                                | Monografia |
| 2006 | LaChapelle Artists and Prostitutes     | Taschen (Germany)                                                 | Monografia |
| 2006 | David LaChapelle                       | Maurani & Noirhomme (Francia)                                     | Pubblicato in occasione della Mostra alla galleria "Maurani & Noirhomme" Parigi, 26 ottobre / 18 novembre 2006                                      |
| 2007 | David LaChapelle                       | Giunti (Italia)                                                   | Catalogo della Mostra al "Palazzo Reale" Milano, 25 settembre 2007 / 6 gennaio 2008                                                                 |
| 2008 | David LaChapelle                       | TeNeues Publishing, Stern Portfolio (Germania)                    | Monografia Nr. 51 della serie "Stern Portfolio" |
| 2008 | David LaChapelle                       | Giunti (Italia)                                                   | Catalogo della Mostra al "Forte Belvedere" Firenze, 15 luglio / 19 ottobre 2008                                                                     |
| 2008 | Jesus is my Homeboy                    | Robilant + Voena (Gran Bretagna)                                  | Pubblicato in occasione della Mostra alla galleria "Robilant + Voena" Londra, 13 ottobre / 7 novembre 2008                                          |
| 2009 | Delirios de Razon                      | 212 Production (Messico)                                          | Pubblicato in occasione della Mostra al "Antiguo Colegio de San Ildefonso" Città del Messico, 4 febbraio / 28 giugno 2009                           |
| 2009 | The Rape of Africa                     | Reflex Amsterdam (Paesi Bassi)                                    | Pubblicato in occasione della Mostra alla galleria "Alex Daniels" Amsterdam, 6 giugno / 31 luglio 2009                                              |
| 2010 | David LaChapelle                       | Fred Torres Collaborations & Pascal de Sarthe (Taiwan)            | Pubblicato in occasione della Mostra al "Museum of Contemporary Art Taipei" Taipei, 9 aprile / 30 maggio 2010                                       |
| 2010 | Bliss Among Chaos                      | Fred Torres Collaborations (Germania)                             | Collaborazione fra LaChapelle e "Maybach" |
| 2011 | Earth Laughs in Flowers                | Distanz Verlag (Germania)                                         | Pubblicato in occasione della Mostra alla galleria "Kestner Gesellschaft" Hannover, 25 febbraio / 8 maggio 2011                                     |
| 2011 | Lost and Found                         | Pavleye Art and Culture (Slovacchia)                              | Pubblicato in occasione della Mostra alla galleria "Mesta Bratislavy" Bratislava, 14 settembre / 31 ottobre 2011                                    |
| 2011 | Nosotros: La Humanidad al Borde        | Museo de Arte Contemporàneo de Puerto Rico (U.S.A.)               | Pubblicato in occasione della Mostra al "Museo de Arte Contemporàneo de Puerto Rico" Puerto Rico, 21 ottobre 2011 / 25 marzo 2012                   |
| 2011 | Thus Spoke LaChapelle                  | Arbor Vitae & Pavleye Art and Culture (Repubblica Ceca)           | Pubblicato in occasione della Mostra alla galleria "Rudolfinum" Praga, 7 dicembre 2011 / 26 febbraio 2012                                           |
| 2012 | Burning Beauty                         | Thames and Hudson (Gran Bretagna)                                 | Monografia |
| 2012 | Maybach: Going Places                  | Daimler AG (Germania)                                             | Monografia sull'auto "Maybach Zeppelin" |
| 2012 | David LaChapelle                       | Robilant + Voena (Italia/Gran Bretagna)                           | Pubblicato in occasione delle Mostre alle gallerie "Robilant + Voena" Milano, 16 febbraio / 24 marzo Londra, 14 febbraio / 24 marzo 2012            |
| 2012 | Earth Laughs in Flowers                | Fred Torres Collaborations (U.S.A.)                               | Pubblicato in occasione della Mostra alla galleria " Fred Torres Collaborations " New York, 23 febbraio / 24 marzo 2012                             |
| 2012 | David LaChapelle                       | Fred Torres Collaborations & de Sarthe Gallery (Korea)            | Pubblicato in occasione della Mostra alla "Bexco Art Center" Busan, 16 giugno / 16 ottobre 2012                                                     |
| 2013 | Still Life                             | Galerie Daniel Templon (Francia)                                  | Pubblicato in occasione della Mostra alla galleria "Daniel Templon " Parigi, 6 giugno / 26 luglio 2013                                              |

### Libri (Collettivi)
- Rolling Stone: Images Of Rock & Roll, Little Brown And Company; (1995), pp. ??-??
- Playboy: Le Star, Mondadori Editore; (2006), pp. ??-??

## Filmografia

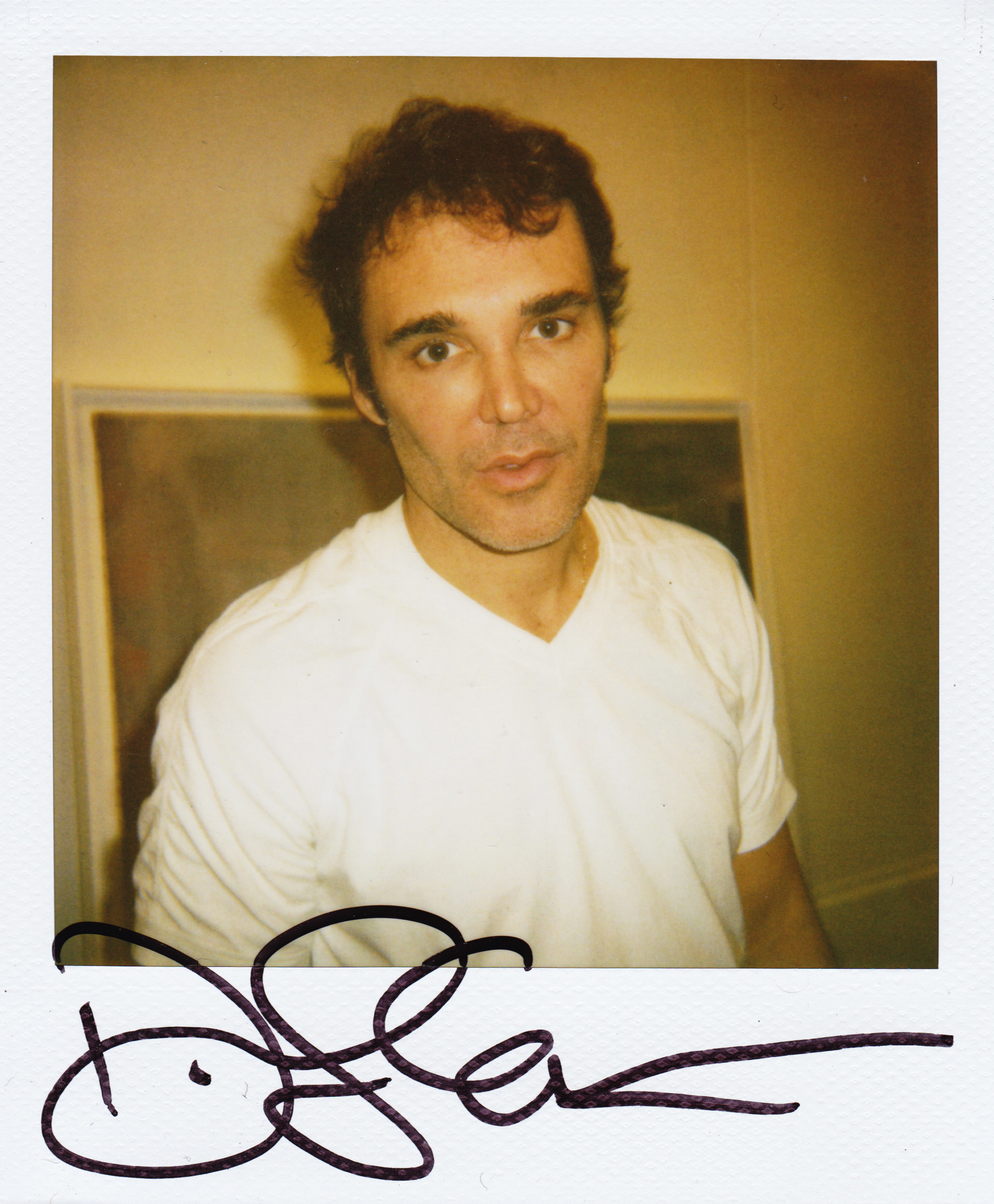
David LaChapelle

### Videoclip
- 1994 - Penny Ford - I'll Be There
- 1997 - The Dandy Warhols - Not If You Were the Last Junkie on Earth
- 1997 - Space Monkeys - Sugar Cane
- 2000 - Kelis - Good Stuff
- 2000 - Moby - Natural Blues
- 2000 - Enrique Iglesias - Sad Eyes
- 2001 - Elton John - This Train Don't Stop There Anymore
- 2001 - Mariah Carey feat. Da Brat & Ludacris - Loverboy
- 2002 - Elton John - Original Sin
- 2002 - The Vines - Outathaway
- 2002 - Christina Aguilera feat. Redman - Dirrty
- 2002 - Avril Lavigne - I'm with You
- 2003 - Jennifer Lopez - I'm Glad
- 2003 - Whitney Houston - Try It on My Own
- 2003 - Christina Aguilera feat. Lil' Kim - Can't Hold Us Down
- 2003 - Macy Gray - She Ain't Right for You
- 2003 - Christina Aguilera - The Voice Within
- 2003 - blink-182 - Feeling This
- 2003 - Nick Carter - I Got You
- 2003 - No Doubt - It's My Life
- 2004 - Britney Spears - Everytime
- 2004 - Joss Stone - Super Duper Love
- 2004 - Norah Jones - Those Sweet Words
- 2004 - Elton John - Answer in the Sky
- 2004 - Elton John - All That I'm Allowed (I'm Thankful)
- 2004 - Gwen Stefani feat. Eve - Rich Girl
- 2005 - Robbie Williams - Advertising Space
- 2006 - Elton John - Someone Saved My Life Tonight
- 2007 - Amy Winehouse - Tears Dry on Their Own
- 2007 - Jennifer Lopez - Do It Well
- 2012 - Florence and the Machine - Spectrum
- 2013 - Mariah Carey - Almost Home
- 2013 - Daphne Guinness - Evening in Space
- 2014 - Queen feat. Michael Jackson - There Must Be More to Life Than This
- 2016 - Britney Spears - Make Me... (Non pubblicato)
- 2024 - JADE - Fantasy

### Film
| Anno | Titolo  | Durata | Cast                                                                                |
| ---- | ------- | ------ | ----------------------------------------------------------------------------------- |
| 2004 | Krumped | 30:00  | Documentario                                                                        |
| 2005 | Rize    | 85:00  | Thomas Johnson, Christopher Toller, Jason Green, Cesar L. Willis, Marquissa Gardner |

## Mostre
Torino, Atti Divini, 14 giugno 2019 - 6 gennaio 2020, Citroniera delle Scuderie Juvarriane - Reggia di Venaria Reale
Roma, Dopo il Diluvio, 16 aprile - 1 settembre 2015, Palazzo delle Esposizioni
Venezia, Lost + found, 12 aprile - 10 settembre 2017, Casa dei Tre Oci.
Napoli, David LaChapelle, 15 dicembre 2021 - 6 marzo 2022, Cappella palatina del Maschio Angioino
Milano, I believe in Miracles, 22 aprile - 11 settembre 2022, Mudec - Museo delle culture
Trieste, Fulmini, 22 aprile 2023 - 15 agosto 2023, Salone degli Incanti